# Wolanów
Wolanów è un comune rurale polacco del distretto di Radom, nel voivodato della Masovia.
Ricopre una superficie di 82,85 km² e nel 2004 contava 8 206 abitanti.